# Pallacanestro alla XXX Universiade - Torneo maschile
Il torneo maschile di pallacanestro alla XXX Universiade si è svolto dal 3 all'11 luglio 2019 in varie città campane.

## Squadre qualificate
- Australia
- Argentina
- Canada
- Cina
- Croazia
- Finlandia
- Germania
- Israele

- Italia
- Lettonia
- Messico
- Norvegia
- Rep. Ceca
- Russia
- Stati Uniti
- Ucraina

## Risultati

### Fase a gironi

#### Gruppo A
| Pos. | Squadra   | Pt | G | V | P | PF  | PS  | DIFF |
| ---- | --------- | -- | - | - | - | --- | --- | ---- |
| 1.   | Israele   | 6  | 3 | 3 | 0 | 237 | 193 | 44   |
| 2.   | Australia | 5  | 3 | 2 | 1 | 257 | 213 | 44   |
| 3.   | Rep. Ceca | 4  | 3 | 2 | 1 | 186 | 212 | -26  |
| 4.   | Messico   | 3  | 3 | 0 | 3 | 193 | 255 | -62  |

| Data     | Ora   | Gara      | Gara   | Gara      | Palazzetto   |
| -------- | ----- | --------- | ------ | --------- | ------------ |
| 4 luglio | 10:30 | Rep. Ceca | 73-56  | Messico   | PalaJacazzi  |
| 4 luglio | 17:30 | Israele   | 92-64  | Australia | PalaJacazzi  |
| 5 luglio | 10:30 | Messico   | 62-105 | Australia | PalaCercola  |
| 5 luglio | 20:00 | Rep. Ceca | 54-68  | Israele   | PalaCercola  |
| 6 luglio | 17:30 | Israele   | 77-75  | Messico   | PalaDelMauro |
| 6 luglio | 20:00 | Australia | 88-59  | Rep. Ceca | PalaDelMauro |

#### Gruppo B
| Pos. | Squadra   | Pt | G | V | P | PF  | PS  | DIFF |
| ---- | --------- | -- | - | - | - | --- | --- | ---- |
| 1.   | Argentina | 5  | 3 | 2 | 1 | 217 | 193 | 24   |
| 2.   | Lettonia  | 5  | 3 | 2 | 1 | 197 | 195 | 2    |
| 3.   | Croazia   | 4  | 3 | 1 | 2 | 181 | 194 | -13  |
| 4.   | Russia    | 4  | 3 | 1 | 2 | 193 | 206 | -13  |

| Data     | Ora   | Gara      | Gara  | Gara      | Palazzetto   |
| -------- | ----- | --------- | ----- | --------- | ------------ |
| 4 luglio | 10:30 | Lettonia  | 55-71 | Argentina | PalaCercola  |
| 4 luglio | 20:00 | Croazia   | 58-54 | Russia    | PalaCercola  |
| 5 luglio | 13:00 | Argentina | 80-84 | Russia    | PalaDelMauro |
| 5 luglio | 20:00 | Lettonia  | 74-69 | Croazia   | PalaDelMauro |
| 6 luglio | 17:30 | Russia    | 55-68 | Lettonia  | PalaBarbuto  |
| 6 luglio | 20:00 | Croazia   | 54-66 | Argentina | PalaCercola  |

#### Gruppo C
| Pos. | Squadra     | Pt | G | V | P | PF  | PS  | DIFF |
| ---- | ----------- | -- | - | - | - | --- | --- | ---- |
| 1.   | Stati Uniti | 6  | 3 | 3 | 0 | 226 | 192 | 34   |
| 2.   | Ucraina     | 5  | 3 | 2 | 1 | 244 | 187 | 57   |
| 3.   | Finlandia   | 4  | 3 | 1 | 2 | 235 | 206 | 29   |
| 4.   | Cina        | 3  | 3 | 0 | 3 | 199 | 329 | -120 |

| Data     | Ora   | Gara        | Gara   | Gara        | Palazzetto   |
| -------- | ----- | ----------- | ------ | ----------- | ------------ |
| 4 luglio | 10:30 | Cina        | 64-115 | Ucraina     | PalaDelMauro |
| 4 luglio | 20:00 | Finlandia   | 65-69  | Stati Uniti | PalaBarbuto  |
| 5 luglio | 13:00 | Ucraina     | 57-58  | Stati Uniti | PalaBarbuto  |
| 5 luglio | 13:00 | Cina        | 65-105 | Finlandia   | PalaJacazzi  |
| 6 luglio | 17:30 | Stati Uniti | 99-70  | Cina        | PalaJacazzi  |
| 6 luglio | 20:00 | Finlandia   | 65-72  | Ucraina     | PalaJacazzi  |

#### Gruppo D
| Pos. | Squadra  | Pt | G | V | P | PF  | PS  | DIFF |
| ---- | -------- | -- | - | - | - | --- | --- | ---- |
| 1.   | Canada   | 6  | 3 | 3 | 0 | 249 | 196 | 53   |
| 2.   | Germania | 5  | 3 | 2 | 1 | 208 | 190 | 18   |
| 3.   | Italia   | 4  | 3 | 1 | 2 | 207 | 230 | -23  |
| 4.   | Norvegia | 3  | 3 | 0 | 3 | 161 | 209 | -48  |

| Data     | Ora   | Gara                   | Gara  | Gara     | Palazzetto   |
| -------- | ----- | ---------------------- | ----- | -------- | ------------ |
| 4 luglio | 10:30 | Germania universitaria | 66-43 | Norvegia | PalaBarbuto  |
| 4 luglio | 20:00 | Canada                 | 96-70 | Italia   | PalaDelMauro |
| 5 luglio | 20:00 | Norvegia               | 53-70 | Italia   | PalaBarbuto  |
| 5 luglio | 20:00 | Germania               | 61-80 | Canada   | PalaJacazzi  |
| 6 luglio | 17:30 | Canada                 | 73-65 | Norvegia | PalaCercola  |
| 6 luglio | 20:00 | Italia                 | 67-81 | Germania | PalaBarbuto  |

### Fase a eliminazione diretta
|  | Quarti di finale | Quarti di finale |             |           | Semifinali                | Semifinali                |  |  | Finale    | Finale |
|  |                  |                  |             |           |                           |                           |  |  |           |        |
|  | 8 luglio         |                  |             |           |                           |                           |  |  |           |        |
|  |                  |                  |             |           |                           |                           |  |  |           |        |
|  | Stati Uniti      | 76               |             |           |                           |                           |  |  |           |        |
|  | Stati Uniti      | 76               | 9 Luglio    |           |                           |                           |  |  |           |        |
|  | Germania         | 74               |             |           |                           |                           |  |  |           |        |
|  | Germania         | 74               | Stati Uniti | 75        |                           |                           |  |  |           |        |
|  | 8 luglio         |                  | Stati Uniti | 75        |                           |                           |  |  |           |        |
|  |                  | Israele          | 73          |           |                           |                           |  |  |           |        |
|  | Israele          | Israele          | 73          | 96        |                           |                           |  |  |           |        |
|  | Israele          |                  | 11 luglio   | 96        |                           |                           |  |  |           |        |
|  | Lettonia         | 57               |             |           |                           |                           |  |  |           |        |
|  | Lettonia         | 57               | Stati Uniti | 85        |                           |                           |  |  |           |        |
|  | 8 luglio         |                  | Stati Uniti | 85        |                           |                           |  |  |           |        |
|  |                  | Ucraina          | 63          |           |                           |                           |  |  |           |        |
|  | Canada           | Ucraina          | 63          | 80        |                           |                           |  |  |           |        |
|  | Canada           | 9 luglio         |             | 80        |                           |                           |  |  |           |        |
|  | Ucraina          | 82               |             |           |                           |                           |  |  |           |        |
|  | Ucraina          | 82               | Ucraina     | 82        | Finale per il terzo posto | Finale per il terzo posto |  |  |           |        |
|  | 8 luglio         |                  | Ucraina     | 82        | Finale per il terzo posto | Finale per il terzo posto |  |  |           |        |
|  |                  | Australia        | 80          |           |                           |                           |  |  |           |        |
|  | Argentina        | Australia        | 80          | 64        | Israele                   | 86                        |  |  |           |        |
|  | Argentina        |                  |             | 64        | Israele                   | 86                        |  |  |           |        |
|  | Australia        | 73               |             | Australia | 69                        |                           |  |  |           |        |
|  | Australia        | 73               |             |           | 69                        |                           |  |  |           |        |
|  |                  |                  |             |           |                           |                           |  |  | 11 luglio |        |
|  |                  |                  |             |           |                           |                           |  |  |           |        |

#### Quarti di finale
| Avellino 8 luglio 2019, ore 17:30 | Stati Uniti                                    | 76 – 74 (16-22; 17-20; 24-11; 19-21) referto | Germania | PalaDelMauro\| Arbitri: \| Stanislav Valeev Valerio Grigioni Ville Selkee \| |
| Arbitri:                          | Stanislav Valeev Valerio Grigioni Ville Selkee |                                              |          |                                                                              |

| Cercola 8 luglio 2019, ore 17,30 | Israele                                    | 96 – 57 (24-11; 24-7; 24-14; 24-25) referto | Lettonia | PalaCercola\| Arbitri: \| Alexey Davydov X Zhang Peter Arpad Praksch \| |
| Arbitri:                         | Alexey Davydov X Zhang Peter Arpad Praksch |                                             |          |                                                                         |

| Avellino 8 luglio 2019, ore 20:00 | Canada                               | 80 – 82 (18-13; 19-19; 13-27; 30-23) referto | Ucraina | PalaDelMauro\| Arbitri: \| Grent Todey Gatis Salins Jon Chapman \| |
| Arbitri:                          | Grent Todey Gatis Salins Jon Chapman |                                              |         |                                                                    |

| Cercola 8 luglio 2019, ore 20:00 | Argentina                               | 64 – 73 (16-18; 17-17; 12-18; 19-20) referto | Australia | Palacercola\| Arbitri: \| Paulo Marques Trevor Barss Martin Vulic \| |
| Arbitri:                         | Paulo Marques Trevor Barss Martin Vulic |                                              |           |                                                                      |

#### Semifinali
| Avellino 9 luglio 2019, ore 17:30 | Stati Uniti                             | 75 – 73 (12-26; 29-15; 10-12; 24-20) referto | Israele | PalaDelMauro\| Arbitri: \| Paulo Marques Gatis Salins Martin Vulic \| |
| Arbitri:                          | Paulo Marques Gatis Salins Martin Vulic |                                              |         |                                                                       |

| Avellino 9 luglio 2019, ore 20:00 | Ucraina                                         | 82 – 80 (23-21; 16-20; 21-20; 22-19) referto | Australia | PalaDelMauro\| Arbitri: \| Leonardo Zalazar Petr Hrusa Peter Arpad Praksch \| |
| Arbitri:                          | Leonardo Zalazar Petr Hrusa Peter Arpad Praksch |                                              |           |                                                                               |

#### Finale 3º posto
| Avellino 11 luglio 2019, ore 17:30 | Israele                                       | 69 – 86 (9-24; 16-23; 23-15; 21-24) referto | Australia | PalaDelMauro\| Arbitri: \| Grant Todey Stanislav Valeev Valerio Grigioni \| |
| Arbitri:                           | Grant Todey Stanislav Valeev Valerio Grigioni |                                             |           |                                                                             |

#### Finale
| Avellino 11 luglio 2019, ore 20:00 | Stati Uniti                              | 85 – 63 (28-15; 20-8; 16-18; 21-22) referto | Ucraina | PalaDelMauro\| Arbitri: \| X Zhang Gatis Salins Peter Arpad Praksch \| |
| Arbitri:                           | X Zhang Gatis Salins Peter Arpad Praksch |                                             |         |                                                                        |

## Classifica finale
| Campione Universitario | Campione Universitario | Campione Universitario |
| --- | ---------------------- | --- |
| Stati Uniti2 Dawes, 3 Hunter, 4 Honor, 5 Tyson, 10 Scott, 11 Fox, 12 Hemenway, 13 Mack, 15 Newman, 21 Moore, 25 Simms, 55 Jemison, All. Brad Brownell |                        | |
| Argento | Ucraina                | Ucraina universitaria2 Prokopenko, 5 Marchenko, 8 Kondrakov, 11 Tkachenko, 13 Pavlov, 22 Petrov, 35 Kovalov, 43 Horobchenko, 44 Myronenko, 45 Zotov, 55 Sydorov, All. -                           |
| Bronzo | Australia              | Australia universitaria4 Zunic, 5 Blagojevic, 6 Galloway, 7 Mudronja, 8 Perry, 9 Purchase, 10 Krebs, 11 Magnay, 12 Antonio, 13 I. White, 14 J. White, 15 Vasiljevic, All. -                       |
| 4 | Israele                | Israele universitaria4 Sorkin, 5 Brisker, 6 Beni, 7 Gutt, 8 Leumi, 9 Menco, 10 Huber, 11 Koperberg, 12 Zalmanson, 13 Artzi, 14 Carreira, 15 Ziv, All. -                                           |
| 5 | Germania               | Germania universitaria3 Wank, 6 Zylka, 9 Hasbargen, 10 Richter, 11 Wimberg, 12 Grof, 13 Hujic, 15 Schneider, 18 Kratzer, 19 Sanders, 20 Jallow, 24 Sengfelder, All. -                             |
| 6 | Canada                 | Canada universitaria2 Shephard, 4 Cadogan, 5 Diawara, 6 Sow, 7 Kasongo, 8 Clarke, 9 Tutu, 10 Gray, 12 Graham, 13 Carson, 14 Fortin, 15 Cappos, All. -                                             |
| 7 | Argentina              | Argentina universitaria4 Amigo, 5 Gerhardt, 6 Carvalho, 7 Corvalán, 8 Fernández, 9 Solanas, 10 Thomas, 11 Buemo, 12 Ramos, 13 Vaulet, 14 Torres, 15 Lugli, All. -                                 |
| 8 | Lettonia               | Lettonia universitaria4 Feikners, 5 Dambenieks, 6 Gertners, 7 Birkans, 8 Krastins, 9 Putans, 10 Dubults, 11 Lemanis, 12 Zunda, 13 Miculis, 14 Čavars, 15 Jaunzems, All. -                         |
| 9 | Finlandia              | Finlandia universitaria4 Raitanen, 7 Alanen, 10 Jaakkola, 11 Gustavson, 14 Hirvonen, 17 Tahvanainen, 18 Jantunen, 19 Valtonen, 29 Polla, 31 Maxhuni, 32 Hopkins, 34 Aidoo, All. -                 |
| 10 | Croazia                | Croazia universitaria4 Anzulovic, 6 Kucan, 8 Peric, 9 Skara, 10 Sabic, 11 Rebic, 12 Vucic, 13 Bilalovic, 14 Colak, 15 Jambrovic, 16 Turalija, 17 Svalina, All. -                                  |
| 11 | Rep. Ceca              | Rep. Ceca universitaria3 Váňa, 4 Goga, 5 Půlpán, 6 Dragoun, 8 Grunt, 9 Pekárek, 10 Šafarčík, 11 Sehnal, 12 Tůma, 13 Štěrba, 14 Herman, 15 Peterka, All. -                                         |
| 12 | Italia                 | Italia universitaria4 Mussini, 5 Grande, 6 Da Campo, 8 Picarelli, 9 Visconti, 10 Longobardi, 12 Marconi, 14 Mascolo, 15 Cucci, 16 Gellera Malvolti, 19 Beretta, 20 Demetrio, All. Andrea Paccariè |
| 13 | Russia                 | |
| 14 | Cina                   | |
| 15 | Norvegia               | Norvegia universitaria1 Lorange, 2 Kolstad, 3 Dyb Berg, 5 Dolven, 7 Lamo, 9 Aslesen, 12 Haugen, 14 Selboe, 17 Frey, 20 Lybaek, 23 Larsson, All. Mathias Eckhoff                                   |
| 16 | Messico                | |